# Weeping Nights
Weeping Nights — третій альбом групи Elend, випущений в 1997 році.
Оригінальною композицією є тільки перша. Композиції «O Solitude» и «The Embrace» є адаптаціями творів англійського композитора Генрі Перселла, а інші були випущені раніше на альбомі Les Tenebres Du Dehors.

## Список творів
1. «Weeping Nights» — 7:10
2. «O Solitude» — 6:02
3. «The Embrace» — 3:56
4. «Nocturne» — 4:47
5. «Ethereal Journeys» — 14:33
6. «The Luciferian Revolution» — 10:58
7. «Eden (The Angel in the Garden)» — 3:48
8. «Dancing Under the Closed Eyes of Paradise» — 9:40
9. «Les Tenebres Du Dehors» — 4:22